# 格罗莫
格罗莫（義大利語：Gromo），是意大利贝加莫省的一个市镇。总面积20.05平方公里，人口1254人，人口密度62.5人/平方公里（2009年）。国家统计（ISTAT）代码为016118。